# Brísingamen

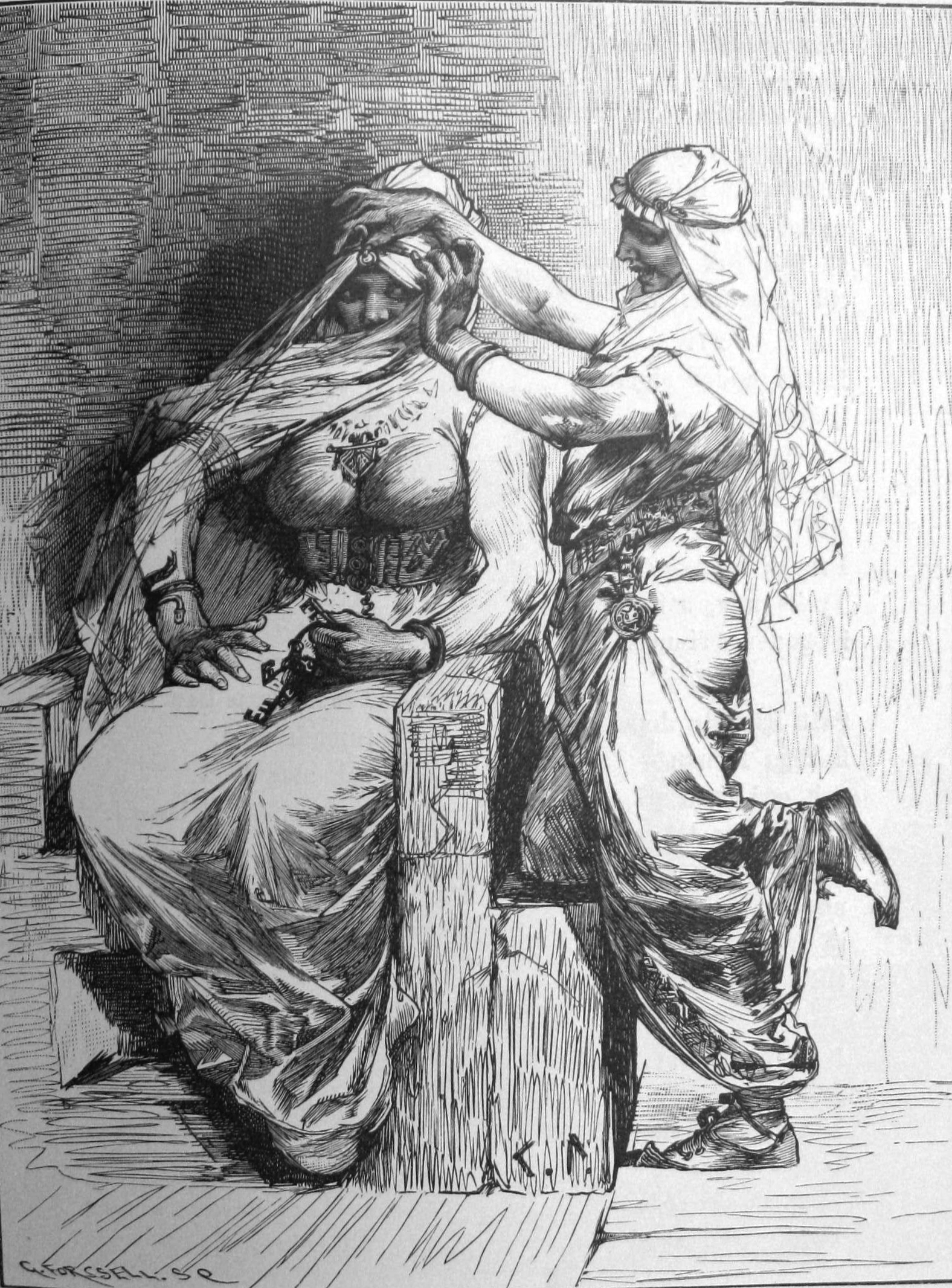
Thor (verkleed als Freya) met de Brinsingamen en Loki (ook verkleed als vrouw)

Brísingamen was in de Noordse mythologie een ketting door dwergen gemaakt. Freya, die van schoonheid hield, moest koste wat het kost deze ketting hebben. Om haar te krijgen sliep zij met de vier (afzichtelijke) dwergen die de ketting gemaakt hadden. De Brinsingamen was haar kostbaarste bezit.

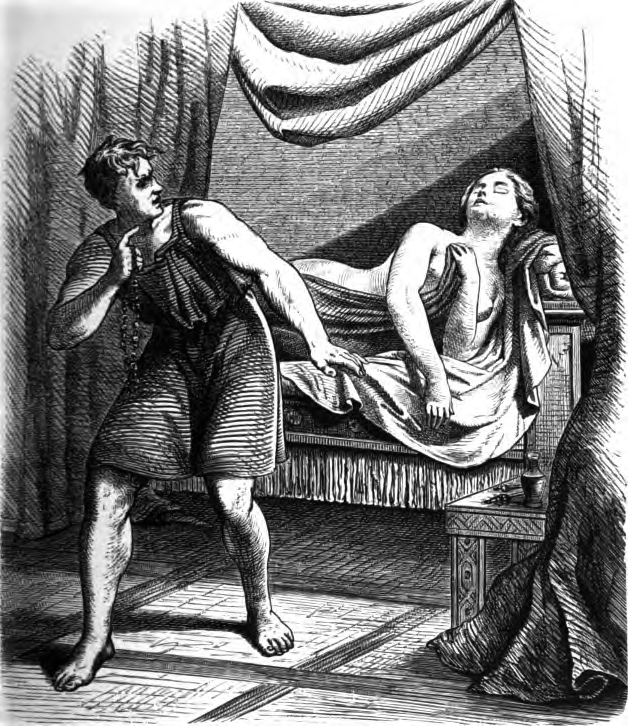
Loki steelt Brísingamen van Freya